# 本鄉站 (長野縣)
本鄉站（日语：／ Hongo eki */?）是位於長野縣長野市三輪三丁目，長野電鐵的長野線車站。車站編號為N5。

## 歷史
- 1926年（大正15年）
  - 6月28日 - 長野電氣鐵道車站啟用[1]。
  - 9月30日 - 河東鐵道與長野電氣鐵道合併，長野電鐵成立。
- 1968年（昭和43年）10月 - 開始建設跨站式站房。
- 1969年（昭和44年）3月29日 - 跨站式站房建成，站內平交道廢止。本鄉車站百貨開業[1]。（車站大樓總面積2320平方米，比舊車站大樓（平方米）大31倍）
- 1972年（昭和47年）3月 - 隨著實施國鐵時間表修正（日语：1972年3月15日国鉄ダイヤ改正），長野電鐵也於同日實施時間表修正。特急（現時B特急）開始停靠此站，原本是停靠在善光寺下站。
- 2019年（令和元年）9月17日 - 無障礙翻新工程（第一期下行線月台直連斜道）開始。
- 2020年（令和2年）
  - 2月29日 - 上行線新設斜道（無障礙工程第2期）預計竣工日[2]。
  - 12月15日 - 隨著無障礙翻新工程第一期（下行下行線月台直連斜道）完成，車站事務所與自動售票機（1台接觸式）遷移至斜道旁。
  - 12月16日 - 無障礙翻新工程（第2期上行線月台直連斜道）開始
- 2021年（令和3年）7月1日 - 當日整日成為無人車站[3]。

## 車站構造
車站是一座地面車站，設有2面2線相對式月台。下行月台入口設有自動售票機與售票櫃臺。各月台側設有出入口。前往對面月台需要使用站外平交道。
曾經此站設有跨站式站房，同時為無人車站。車站大廈（本鄉車站百貨）中的租戶為百貨公司。在1969年建成當時，設有超級市場等12間商店。但是在2019年起關閉所有商店，前往車站大樓的樓梯已經封閉。
上行月台設有電子式旅客資訊裝置（沒有支援列車出發與進站）。

### 月台
| 月台 | 路線    | 上下行 | 方向               |
| ---- | ------- | ------ | ------------------ |
| 1    | ■長野線 | 下行   | 須坂、信州中野方向 |
| 2    | ■長野線 | 上行   | 權堂、長野方向     |

## 使用狀況
以下為近年1日平均乘車人次變化。
| 年度   | 一日平均 乘車人次 |
| ------ | ----------------- |
| 2005年 | 1,639             |
| 2006年 | 1,535             |
| 2007年 | 1,558             |
| 2008年 | 1,492             |
| 2009年 | 1,455             |
| 2010年 | 1,434             |
| 2011年 | 1,339             |
| 2012年 | 1,313             |
| 2013年 | 1,264             |
| 2014年 | 1,301             |
| 2015年 | 1,363             |
| 2016年 | 1,385             |
| 2017年 | 1,379             |
| 2018年 | 1,266             |
| 2019年 | 1,217             |

## 車站周邊
車站周邊是幽靜的住宅區，設有商店和便利店。

### 車站北邊
車站正面設有美和神社，該處還有長電巴士本鄉站巴士站。

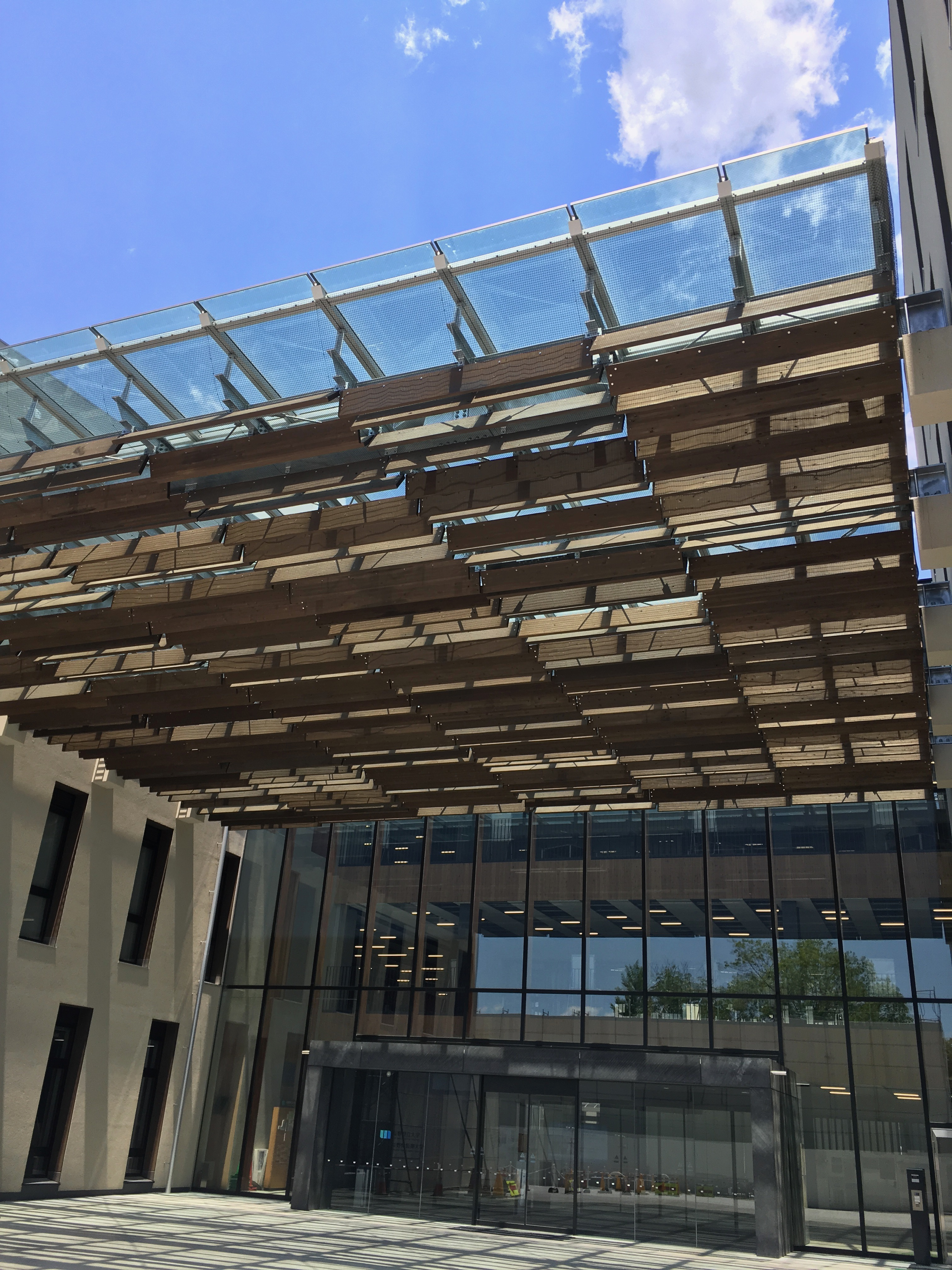
長野縣立大學

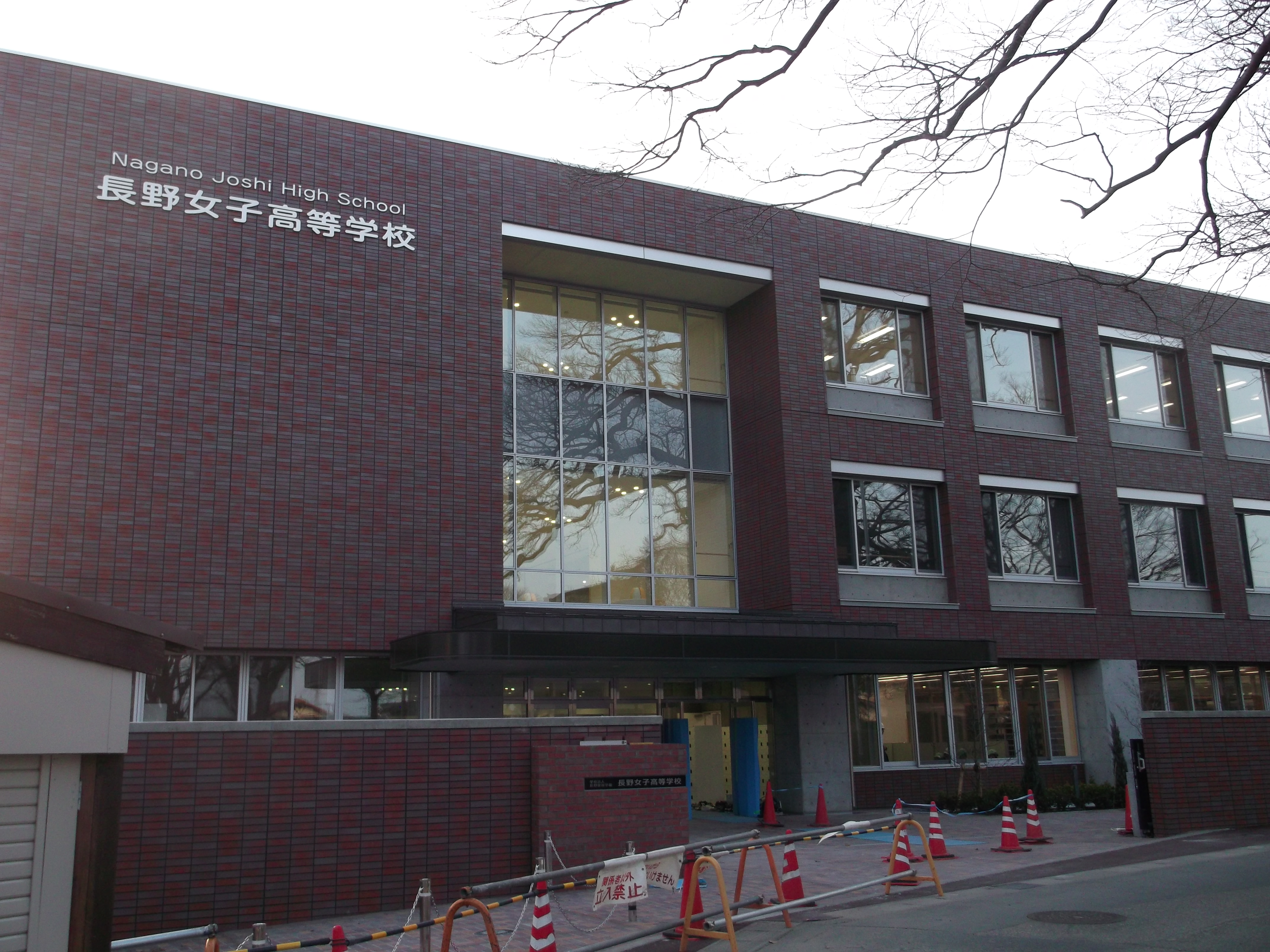
長野女子高等學校

在步行5分鐘內可到達長野縣短大、長野縣立大學、長野女子短大、長野女子高校、長野市立三輪小學。
在途經相之木通後步行2分鐘可到達長野相之木郵局。
- 長野三輪AEON Town（日语：イオンタウン長野三輪）
- 山田電機 長野SBC通店

### 車站南邊
長野市政廳三輪分所、三輪公民館、本鄉町公會堂等公共設施。
步行10分鐘可到達長野聾學校，學生會使用此站上學。
- Delicia 三輪店

## 巴士路線
站前市道上設有長電巴士本鄉站巴士站。
- 55 吉村、牟禮線
  - 長野站 - 權堂 - 本鄉站 - 宇木（日语：三輪 (長野市)#旧町名） - 本町（日语：吉田 (長野市)#旧町名） - 上野中央團地 - 福井團地 - 牟禮站 - 飯綱營業所

## 相鄰車站
長野電鐵
■長野線
■A特急
通過
■B特急
權堂（N3）－本鄉（N5）－信濃吉田（N7）
■普通
善光寺下（N4）－本鄉（N5）－桐原（N6）

## 注腳
1. 1 2 3 4 5 6 7 8 9 10  信濃毎日新聞社出版部. . 信濃毎日新聞社. 2011-07-24: 269. ISBN 9784784071647 （日语）.
2. ↑  本郷駅バリアフリー工事（2期）について （页面存档备份，存于）（日語） 長野電鐵（2019年12月17日）2020年3月1日參閲
3. 1 2   (PDF) (新闻稿). 長野電鉄. 2021-05-31  [2021-06-01]. （原始内容 (PDF)存档于2021-05-31） （日语）.
4. ↑  《長野市統計書》各年度版。

## 外部連結
- 本鄉站｜各站資訊 （页面存档备份，存于）（日語） - 長野電鐵